# Nannophya katrainensis
Nannophya katrainensis là loài chuồn chuồn trong họ Libellulidae. Loài này được Singh mô tả khoa học đầu tiên năm 1955.